# Kakhi Asatiani
Kakhi Shalvovich Asatiani (en russe : Кахи Шалвович Асатиани ; en géorgien : კახი ასათიანი) né le 1er janvier 1947 à Telavi et mort le 20 novembre 2002, est un footballeur et entraîneur géorgien ayant joué pour l'équipe nationale de l'URSS.

## Biographie
Asatiani fait l'ensemble de sa carrière au Dinamo Tbilissi, jouant plus de deux cents matchs sous ce maillot. Après deux saisons où il est plutôt remplaçant, il gagne sa place comme titulaire en 1967. Il va vite devenir un élément essentiel du milieu du Dinamo et ne va pas tarder à être sélectionné en équipe nationale.
N'ayant pas participé à l'Euro 1968, Asatiani joue finalement la coupe du monde 1970 comme titulaire et marque même un but, en phase de groupe, face à la Belgique. Il est le premier joueur à recevoir un carton jaune en Coupe du Monde après avoir fait un croc-en-jambe au mexicain Mario Velarde. 
Il meurt à Tbilissi, assassiné par balles à bord de son véhicule. La police conclut à un règlement de comptes lié à son activité entrepreneuriale.

## Statistiques
| Saison                | Club                  | Championnat           | Championnat | Championnat | Coupe(s) nationale(s) | Coupe(s) nationale(s) | Compétition(s) continentale(s) | Compétition(s) continentale(s) | Compétition(s) continentale(s) | Total | Total |
| Saison                | Club                  | Division              | M.          | B.          | M.                    | B.                    | Comp.                          | M.                             | B.                             | M.    | B.    |
| 1966                  | Dinamo Tbilissi       | D1                    | 15          | 5           | 1                     | 0                     | -                              | -                              | -                              | 16    | 5     |
| 1967                  | Dinamo Tbilissi       | D1                    | 31          | 5           | 2                     | 0                     | -                              | -                              | -                              | 33    | 5     |
| 1968                  | Dinamo Tbilissi       | D1                    | 28          | 6           | 2                     | 1                     | -                              | -                              | -                              | 30    | 7     |
| 1969                  | Dinamo Tbilissi       | D1                    | 31          | 4           | 1                     | 1                     | -                              | -                              | -                              | 32    | 5     |
| 1970                  | Dinamo Tbilissi       | D1                    | 26          | 1           | 3                     | 0                     | -                              | -                              | -                              | 29    | 1     |
| 1971                  | Dinamo Tbilissi       | D1                    | 5           | 0           | 4                     | 1                     | -                              | -                              | -                              | 9     | 1     |
| 1972                  | Dinamo Tbilissi       | D1                    | 21          | 0           | 2                     | 0                     | C3                             | 2                              | 0                              | 25    | 0     |
| 1973                  | Dinamo Tbilissi       | D1                    | 27          | 2           | 3                     | 1                     | C3                             | 6                              | 1                              | 36    | 4     |
| 1974                  | Dinamo Tbilissi       | D1                    | 20          | 2           | 7                     | 0                     | -                              | -                              | -                              | 27    | 2     |
| 1975                  | Dinamo Tbilissi       | D1                    | 13          | 0           | 2                     | 0                     | -                              | -                              | -                              | 15    | 0     |
| Total sur la carrière | Total sur la carrière | Total sur la carrière | 217         | 25          | 27                    | 4                     | -                              | 8                              | 1                              | 252   | 30    |

## Palmarès
Dinamo Tbilissi
- Finaliste de la Coupe d'Union soviétique en 1970.